# Басаев, Александр Давидович
Александр Давидович Басаев (род. 1933) — осетинский советский колхозник, депутат Верховного Совета СССР.

## Биография
Родился в 1933 году. Осетин. Образование высшее — окончил агрономический факультет Горского государственного аграрного университета. Член КПСС с 1957 года.
В 1952—1955 годах служил в Советской Армии. После демобилизации работал радиотехником МТС. С 1960 года был секретарём комсомольской организации колхоза, заведующим молочнотоварной фермой. С 1965 года — бригадир тракторно-полеводческой бригады колхоза «Хумалаг» Правобережного района Северо-Осетинской АССР. Впоследствии — председатель колхоза им. Генерала И. А. Плиева Правобережного района.
Депутат Совета Национальностей Верховного Совета СССР 9-10 созыва (1974—1984) от Северо-Осетинской АССР. В Верховный Совет 9 созыва избран от Правобережного избирательного округа № 633 Северо-Осетинской АССР, член Комиссии по строительству и промышленности строительных материалов Совета Национальностей.

## Награды
- орден Ленина
- орден Трудового Красного Знамени